# St. Leon (Indiana)
St. Leon é uma cidade  localizada no estado americano de Indiana, no Condado de Dearborn.

## Demografia
Segundo o censo americano de 2000, a sua população era de 387 habitantes.

## Geografia
De acordo com o United States Census Bureau tem uma área de
18,5 km², dos quais 18,5 km² cobertos por terra e 0,0 km² cobertos por água.

## Localidades na vizinhança
O diagrama seguinte representa as localidades num raio de 16 km ao redor de St. Leon.